# Virginia City (Montana)
Virginia City ist ein Ort im Südwesten des  US-amerikanischen Bundesstaates Montana mit 130 Einwohnern, gelegen im Madison County, dessen County Seat (Verwaltungssitz) er ist.

## Geschichte
Im Mai 1863 gab es erste Goldfunde in der Gegend des heutigen Virginia City. In der Folge wurden 320 Acre Land für eine zu errichtende Stadt festgelegt, die ursprünglich „Varina“ heißen sollte, deren Name aber letztlich „Virginia“ wurde. Die Bevölkerung in dem als Alder Gulch bezeichneten Umland betrug um 1864 bereits etwa 9000 Menschen, die meisten davon in Virginia City. Im Jahr 1865 wurde Virginia City nach Bannack, das in der Folge nach und nach aufgegeben wurde, für zehn Jahre Hauptstadt des Montana-Territoriums.
Der Bergbau in der Region ging um 1875 wieder erheblich zurück und die Einwohnerzahl der Stadt betrug nur noch weniger als 800. Gegen Ende des 19. Jahrhunderts erreichte dann der Tagebau Virginia City und brachte einen erneuten Aufschwung, der 1937 mit dem Ende dieses Abbaus wieder endete, wenn auch in den Folgejahren mit dem Abbau von Quarz noch weiterhin Bergbau betrieben wurde.
Heute ist Virginia City eine Ortschaft mit nur wenigen Einwohnern, aber mit teilweise restaurierten Häusern eine Attraktion des Fremdenverkehrs.

## Persönlichkeiten
- Fremont Ellis (1897–1985), Maler